# Baptista-de-Andrade-Klasse
Die Baptista-de-Andrade-Klasse ist eine Klasse von vier Korvetten der portugiesischen Marine. Sie stehen seit Mitte der 1970er Jahre im Dienst. Die noch in Dienst stehenden Einheiten werden heute als Patrouillenboote eingesetzt.

## Geschichte
Ursprünglich waren die vier Schiffe für Südafrika bestimmt. Im Zuge des Waffenembargos gegen Südafrika musste Portugal die Schiffe selbst übernehmen. Alle Schiffe wurden bei Empresa National Bazaan im Süden Spaniens gefertigt. Die Kommunikationssysteme wurden in Jahren 1988–1991 modernisiert. Ein weiteres geplantes Modernisierungsprogramm, dass die Installation von Boden-Boden-Raketen und Flugabwehrraketen vorsah, wurde aus Kostengründen 1998 eingestellt.
Die U-Jagd-Ausrüstung wurde zwischen 1999 und 2001 ausgebaut. Die Schiffe dienen seither als Patrouillenboote für Hoheitsangelegenheiten, SAR, Fischereischutz und humanitäre Einsätze.
Die „Oliveira e Carmo“ wurde im Frühjahr 2012 als erstes von insgesamt vier ausgemusterten Schiffen der portugiesischen Marine vor Portimão (Algarve) im geplanten Unterwassermuseum „Ocean Revival“ als Tauchspot versenkt, nachdem alle Schadstoffe aus dem Schiff entfernt worden waren.

## Technik
Als Hauptbewaffnung dient eine Creusot-Loire-100-mm-Kanone. Zur Luftabwehr verfügt das Geschütz über einen Höhenrichtbereich von bis zu 80°. Die Feuerrate beträgt 80 Schuss in der Minute bei einer Reichweite von 9 sm (17 km). Die verwendeten Torpedorohre sind für die Verwendung des amerikanischen Leichtgewichtstorpedos Mark 46 ausgelegt und dienen der U-Bootabwehr.

## Einheiten
Alle Schiffe sind in Lissabon beheimatet, sie wurden nach Offizieren der portugiesischen See-Streitkräfte aus der Zeit vor dem Ersten Weltkrieg benannt.
| Kennung | Name                | Kiellegung        | Stapellauf      | Indienststellung  | Außerdienststellung |
| ------- | ------------------- | ----------------- | --------------- | ----------------- | ------------------- |
| F 486   | Baptista de Andrade | 1. September 1972 | 13. März 1973   | 19. November 1974 | 30. März 2007       |
| F 487   | João Roby           | 1. September 1972 | 3. Juni 1973    | 18. März 1975     |                     |
| F 488   | Afonso Cerqueira    | 10. März 1973     | 6. Oktober 1973 | 28. Juni 1975     | 11. März 2015       |
| F 489   | Oliveira e Carmo    |                   | Februar 1974    | Februar 1976      | 1999                |